# ワークス・ライヴ
ワークス・ライヴ (Works Live) は、エマーソン・レイク・アンド・パーマー（ELP）が1993年に発表したライブ・アルバム。1979年に発表された『イン・コンサート』に7曲追加した増補版である。

## 解説

### 背景
1977年５月、ELPは新作『ELP四部作』の発表に合わせて大規模な北アメリカ・ツアーを開始した。一行は59人編成のオーケストラと6人編成の合唱隊を含んでおり、総勢は約120人に及んだ。オーケストラのミュージシャン・ユニオンはミュージシャンへの負担を軽減するため、プロモーターが無謀なコンサート日程を組めないように、オーケストラは１日に100マイル以上移動してはいけないと決めていた。その結果、このツアーのプロモーターも必然的に近距離圏でコンサートを組まざるをえなくなり、会場を埋めることができず、ただでさえ大所帯で経費がかさんで採算ぎりぎりで行っていたツアーは大赤字を出した。
ツアーを始めて二週間が過ぎた時点の試算で、このような状況の下でこのままツアーを続けると数百万ドルの損失を被ることがわかったので、その一週間後に今後はELPだけでツアーを続けることが決まった。但し7月7日、8日、9日のマディソン・スクエア・ガーデンでのコンサートと8月26日のモントリオールのオリンピック・スタジアムでのコンサートでは再びオーケストラと共演した。
ELPが解散を発表する約一か月前の1979年11月、モントリオールのコンサートからの音源と、1977年10月に新作『作品第二番』の発表に合わせてELPだけで再開したツアーからの音源とを収録した『イン・コンサート』が発表された。収録された8曲の内訳は、「セ・ラ・ヴィ」「ナイフ・エッジ」「ピアノ協奏曲第1番 第3楽章:トッカータ・コン・フォコ」「展覧会の絵」の4曲がモントリオールのコンサート、「イントロダクトリー・ファンファーレ」「ピーター・ガン」「孤独なタイガー」「邪教の神」の4曲が『作品第二番』のツアーからだった。

### 内容
ディスク1には『イン・コンサート』のオリジナルLPの第1面に収録された「イントロダクトリー・ファンファーレ」「ピーター・ガン」「孤独なタイガー」「セ・ラ・ヴィ」「邪教の神」「ナイフ・エッジ」の6曲に、モントリオールのコンサートから「庶民のファンファーレ」と『作品第二番』のツアーから「君を見つめて」「メイプル・リーフ・ラグ」「迷える旅人」の4曲が追加された。
ディスク2には『イン・コンサート』のオリジナルLPの第2面に収録された「ピアノ協奏曲第1番 第3楽章:トッカータ・コン・フォコ」「展覧会の絵」の2曲に、モントリオールのコンサートから「奈落のボレロ」「クローサー・トゥ・ビリーヴィング」「タンク」の3曲が追加された。
『イン・コンサート』の音質は低いと指摘されたが、本作ではオーケストラの音量を中心に大きな改善がみられた。

## 収録曲
ディスク1
1. イントロダクトリー・ファンファーレ – Introductory Fanfare (Keith Emerson, Carl Palmer)
2. ピーター・ガン – Peter Gunn (Henry Mancini, arr. Emerson, Greg Lake, Palmer)
3. 孤独なタイガー – Tiger in a Spotlight (Emerson, Lake, Palmer, Peter Sinfield)
4. セ・ラ・ヴィ – C'est la Vie (Lake, Sinfield)
5. 君を見つめて – Watching Over You (Lake, Sinfield)
6. メイプル・リーフ・ラグ – Watching Over You (Lake, Sinfield)
7. 邪教の神、そして悪の精の踊り（スキタイ組曲op.20-2） – The Enemy God, Dances with the Black Spirits (Sergei Prokofiev, arr. Emerson, Lake, Palmer)
8. 庶民のファンファーレ – Fanfare for the Common Man (Aaron Copland)
9. ナイフ・エッジ – Knife Edge (Adapted from Leoš Janáček's 'Sinfonietta' by Emerson, Lake, Richard Fraser)
10. 迷える旅人 – Show Me the Way to Go Home (Irving King)

ディスク2
1. 奈落のボレロ – Abaddon's Bolero (Emerson)
2. 展覧会の絵 – Pictures at an Exhibition (Modest Mussorgsky, Emerson, Lake, Palmer)
3. クローサー・トゥ・ビリーヴィング – Closer to Believing (Lake, Sinfield)
4. ピアノ協奏曲第1番・第3楽章 トッカータ・コン・フーゴ – Piano Concerto No. 1, Third Movement: Toccata con Fuoco (Emerson)
5. タンク – Tank (Emerson, Palmer)

## 参加ミュージシャン
Emerson, Lake and Palmer
- Keith Emerson – キーボード、ミキシング
- Greg Lake – ボーカル、ベース・ギター、ギター
- Carl Palmer – ドラムス、パーカッション

その他
- Godfrey Salmon – 指揮（ディスク1, #4, #8, #9, ディスク2）
- オーケストラと合唱団（ディスク1, #4, #8, #9, ディスク2）